# أدريان (ميشيغان)
أدريان (بالإنجليزية: Adrian, Michigan)‏ هي مدينة تقع بولاية ميشيغان في شمال شرق الولايات المتحدة. تبلغ مساحة هذه المدينة 20.98 (كم²)، وترتفع عن سطح البحر 240 م، بلغ عدد سكانها 21133 نسمة في عام 2010 حسب إحصاء مكتب تعداد الولايات المتحدة وتصل الكثافة السكانية فيها 1026.3 نسمة/كم2.

## التركيبة السكانية
قام مكتب تعداد الولايات المتحدة بتحديد بيانات التركيبة السكانية لأدريان في تعداد الولايات المتحدة. في ما يلي، التركيبة السكانية حسب تعدادي 2000 و2010.

### تعداد عام 2000
بلغ عدد سكان أدريان 21,574 نسمة بحسب تعداد عام 2000، وبلغ عدد الأسر 7,908 أسرة وعدد العائلات 4,855 عائلة مقيمة في المدينة.
وتوزع التركيب العرقي للمدينة بنسبة 84.47% من البيض و0.62% من الأمريكيين الأصليين و0.83% من الأمريكيين ذوي الأصول الآسيوية و0.02% من سكان جزر المحيط الهادئ و3.52% من الأمريكيين الأفارقة و2.83% من عرقين مختلطين أو أكثر.
بلغ عدد الأسر 7,908 أسرة كانت نسبة 31.7% منها لديها أطفال تحت سن الثامنة عشر تعيش معهم، وبلغت نسبة الأزواج القاطنين مع بعضهم البعض 40.8% من أصل المجموع الكلي للأسر، ونسبة 15.9% من الأسر كان لديها معيلات من الإناث دون وجود شريك، وكانت نسبة 38.6% من غير العائلات. تألفت نسبة 31.5% من أصل جميع الأسر من أفراد ونسبة 12.9% كانوا يعيش معهم شخص وحيد يبلغ من العمر 65 عاماً فما فوق. وبلغ الحجم الوسطي للأسر 3.09، أما الحجم الوسطي للعائلات فبلغ 2.45.
بلغ العمر الوسطي للسكان 32 عاماً. وكانت نسبة 25.3% من القاطنين تحت سن الثامنة عشر، وكانت نسبة 15.4% بين الثامنة عشر والأربعة وعشرون عاماً، ونسبة 25.5% كانت واقعةً في الفئة العمرية ما بين الخامسة والعشرون حتى والأربعة وأربعون عاماً، ونسبة 19.0% كانت ما بين الخامسة والأربعون حتى الرابعة والستون، ونسبة 14.8% كانت ضمن فئة الخامسة والستون عاماً فما فوق. وتوزع التركيب الجنسي للسكان بنسبة 45.6% ذكور و54.4% إناث.

### تعداد عام 2010
بلغ عدد سكان أدريان 21,133 نسمة بحسب تعداد عام 2010، وبلغ عدد الأسر 7,831 أسرة وعدد العائلات 4,531 عائلة مقيمة في المدينة. في حين سجلت الكثافة السكانية 2,658.2 نسمة لكل ميل مربع (1,026.3/كم2). وبلغ عدد الوحدات السكنية 8,977 وحدة بمتوسط كثافة قدره 1,129.2 لكل ميل مربع (436.0/كم2).
وتوزع التركيب العرقي للمدينة بنسبة 84.1% من البيض و0.6% من الأمريكيين الأصليين و0.9% من الأمريكيين ذوي الأصول الآسيوية و4.4% من الأمريكيين الأفارقة و4.0% من عرقين مختلطين أو أكثر.
بلغ عدد الأسر 7,831 أسرة كانت نسبة 31.7% منها لديها أطفال تحت سن الثامنة عشر تعيش معهم، وبلغت نسبة الأزواج القاطنين مع بعضهم البعض 35.8% من أصل المجموع الكلي للأسر، ونسبة 16.7% من الأسر كان لديها معيلات من الإناث دون وجود شريك، بينما كانت نسبة 5.3% من الأسر لديها معيلون من الذكور دون وجود شريكة وكانت نسبة 42.1% من غير العائلات. تألفت نسبة 34.7% من أصل جميع الأسر من أفراد ونسبة 12.3% كانوا يعيش معهم شخص وحيد يبلغ من العمر 65 عاماً فما فوق. وبلغ الحجم الوسطي للأسر 3.06، أما الحجم الوسطي للعائلات فبلغ 2.37.
بلغ العمر الوسطي للسكان 32.5 عاماً. وكانت نسبة 23% من القاطنين تحت سن الثامنة عشر، وكانت نسبة 17.2% بين الثامنة عشر والأربعة وعشرون عاماً، ونسبة 23.5% كانت واقعةً في الفئة العمرية ما بين الخامسة والعشرون حتى والأربعة وأربعون عاماً، ونسبة 22.1% كانت ما بين الخامسة والأربعون حتى الرابعة والستون، ونسبة 14.2% كانت ضمن فئة الخامسة والستون عاماً فما فوق. وتوزع التركيب الجنسي للسكان بنسبة 47.8% ذكور و52.2% إناث.

## وصلات خارجية
- The US50 - Cities and Towns in Michigan State